# Rimac Concept One
Rimac Concept One (иногда Concept_One) — двухместный спортивный электромобиль, спроектированный и производившийся хорватской компанией Rimac Automobili. При общей мощности в 1088 л. с., ускорении от 0 до 100 км/ч за 2,8 секунды и цене в 980 000 долларов, Concept One называли первым в мире электрическим суперкаром. Стал самым быстрым электромобилем в мире в 2013 году. В период с января 2013 года по октябрь 2014 года были проданы все восемь автомобилей ограниченной серии.
Для рекламы как компании Rimac Automobili, так и Formula E, модель Concept One предполагается использовать в качестве официального автомобиля для гонок с нулевым уровнем выбросов на этапах Formula E.

## История
Автомобиль был представлен на автосалоне во Франкфурте в 2011 году, а также — показан на Парижском конгрессе d’Elegance в 2012 году, где он получил положительные оценки экспертов. Стоимость Rimac Concept One была установлена в 980 000 долларов США при начале серийного производства в 2013 году. Предполагалось ограничиться серией из 88 машин.
Первый автомобиль был доставлен неназванному испанскому заказчику в январе 2013 года. По состоянию на октябрь 2014 года было изготовлено и продано восемь автомобилей. Компания Rimac участвовала в гонке Pikes Peak в июне 2015 года с высоконадёжной версией E-Runner Concept_One в 1 800 л. с.: автомобиль занял второе место в общем зачете. Его пилотом был многократный победитель Pikes Peak Нобухиро Тадзима. Машина постоянно эволюционировала: окончательная версия была представлена на Женевском автосалоне в марте 2016 года.
В 2017 году Wilton Classic & Supercar «свели на дрэговой прямой» суперкар Concept One и «легендарный» Bugatti Veyron: поскольку мощности у машин близкие друг к другу, комментаторы отметили «честность» соревнования хорватского автомобиля с известной французской маркой. Серия заездов проходила при участии главного тестового пилота компании Rimac; сами заезды проводились на классический дистанции «квотер» (в 1/4 мили или 402 метра). Электросуперкар из Хорватии выиграл гонку, хотя ближе к финишу Veyron почти сумел догнать конкурента.

## Технические характеристики
| Параметр                         | значение в единицах                                          | доп.информ.                                                                                         |
| -------------------------------- | ------------------------------------------------------------ | --------------------------------------------------------------------------------------------------- |
| Мощность всех моторов            | 1088 л. с.(810 КВт)                                          | Машина имеет 4 мотора                                                                               |
| Крутящий момент                  | 1600 НМ                                                      | При полном газе                                                                                     |
| Минимальное время полной зарядки | 1 час 15 минут                                               | Только на зарядных станциях                                                                         |
| Скорость                         | 305 км/ч (84,7 м/с)                                          | Рекорд среди электромобилей                                                                         |
| Охлаждение                       | Жидкостное, радиаторное                                      | Таким же образом контролируется температурный режим аккумуляторов                                   |
| Привод                           | Полный, с электронным управлением на каждое колесо           | В отличие от обычных электромобилей, вместо раздатки используется общий электронный блок управления |
| Тяговый аккумулятор              | Литий-никель-марганец-кобальт-оксидный (LiNiMnCoO2) 90 КВт/ч | Аккумулятор не является быстрозаменяемым                                                            |
| Автономность                     | 500 км                                                       | Не при всех режимах работы                                                                          |
| Разгон 0-100 км/ч                | 2,5 с                                                        | -                                                                                                   |
| Разгон 0-200 км/ч                | 6,2 с                                                        | -                                                                                                   |
| Разгон 0-300 км/ч                | 14,2 с                                                       | -                                                                                                   |
| Тормоза                          | Дисковые, гидравлические                                     | Имеют карбоновые диски                                                                              |

## Описание модели
При общей мощности в 811 кВт (1088 л. с.) и 1600 Нм крутящего момента, Concept One способен ускориться с 0 до 100 км/ч за 2,8 секунды и достичь максимальной скорости в 305 км/ч. Каждое его колесо питается от отдельного синхронного электродвигателя с постоянным магнитом, оснащённого жидкостным охлаждением, и управляется от системы «вектора крутящего момента каждого колеса», которая распределяет мощность по колесам в соответствии с настройками пользователя и условиями движения. Кроме того, автомобиль имеет возможность переключения мощности с переднего на задний привод.
Двигатели питаются от литий-фосфатной(?) батареи ёмкостью 82 кВт*ч, что дает автомобилю возможность проехать 500 км (310 миль) без перезарядки. Корпус автомобиля изготовлен из углеродного волокна. В интерьере салона использованы индивидуальные кожаные изделия и компоненты приборной панели ручной работы.
В последующей версии, представленной на Женевском автосалоне 2016 года, некоторые значения были дополнительно оптимизированы: максимальный крутящий момент составил 1600 Нм, разгон до 100 км/ч стал возможен за 2,6 секунды, (до 200 км/ч за 6,2 секунды, а до 300 км/ч за 14,2 секунды). Автомобиль получил карбоновые керамические тормоза. По данным на 2017 год ускорение до 100 км/ч составляло уже 2,5 секунды, а до 300 км/ч — 14 секунд.

## Продажи
По состоянию на ноябрь 2014 года, Rimac продал все изначальные восемь автомобилей Concept One. Четыре машины отправились в США, две — в Великобританию, а ещё две — в ОАЭ. В 2017 году, на Женевском автосалоне, компания объявила о создании официальных дилеров своего бренда в Европе, Северной Америке и на Ближнем Востоке: партнёрами проекта стали Manhattan Motorcars, PACE Germany и Al Zarooni Group.

## Модификации
В конце 2014 года модель Volar-e была выпущена на рынок: компания Applus + IDIADA построила этот автомобиль на базе Rimac Concept One, однако, уменьшила размер батареи (до 38 кВт*ч), чтобы сэкономить вес. Пробег без перезарядки у модифицированной версии составил 200 км (120 миль), а аккумулятор можно перезарядить за 15 минут.

## Аварии
- 10 июня 2017 года ведущий программы «The Grand Tour» Ричард Хаммонд попал в аварию за рулем Rimac Concept One во время съёмок программы в Швейцарии. Хаммонд выжил, а автомобиль сгорел полностью[8][9][10].